# Solanum proteanthum
Solanum proteanthum är en potatisväxtart som beskrevs av Lynn Bohs. Solanum proteanthum ingår i släktet skattor som ingår i familjen potatisväxter. Inga underarter finns listade i Catalogue of Life.